# Coors Brewing Company
 (octobre 2024).
La Coors Brewing Company est une entreprise américaine connue pour sa brasserie de Golden.
C'est une filiale de Molson Coors.